# Ли, Айви
Айви Ледбеттер Ли (англ. Ivy Ledbetter Lee; 16 июля 1877 — 9 ноября 1934) — американский журналист, разработавший принципы профессии «связи с общественностью» и оказавший огромное влияние на изобретение паблисити как формы общения с прессой. Первым стал делать PR-акции «под ключ». Дядя (брат отца) Уильяма Берроуза.
Основной работой Ли является «Декларация принципов», которая базируется на национальных особенностях связей с общественностью. Айви верил, что бизнес должен представлять информацию с честностью, аккуратностью и с должным упорством. 
Его первым крупным клиентом была Пенсильванская железная дорога, за которой последовали многочисленные крупные железные дороги. Ли основал Ассоциацию руководителей железных дорог, основной целью которой было предоставление услуг по связям с общественностью для отрасли.  
Ли консультировал крупные промышленные корпорации, в том числе сталелитейные, автомобильные, табачные, мясоперерабатывающие и каучуковые, а также коммунальные предприятия, банки и даже иностранные правительства. Однако наиболее известен Айви Ли стал благодаря своему сотрудничеству с семьей Рокфеллеров.

## Биография
Ли родился близ города Сидартаун, штат Джорджия, 16 июля 1877 года. Сын методистского священника, Ли закончил Принстон и работал репортёром и стрингером в газете «World» в Нью-Йорке.
В 1903 году он оставил свою низкооплачиваемую работу ради избирательной кампании Сета Лоу на пост мэра Нью-Йорка. В следующем году Айви продолжил сотрудничество с демократической партией во время неудачной для них президентской гонки Элтона Б. Паркера против Теодора Рузвельта.
Ли женился на Корнелии Бартлетт Бигалоу в 1901 году. У них родилось трое детей: Элис Ли в 1902 году, Джеймс Видман Ли II в 1906 году и Айви Ли-младший в 1909 году. 
В 1905 году вместе с Джорджем Паркером, вместе с которым он работал во время избирательных кампаний, Ли основал третью в стране фирму по связям с общественностью «Паркер и Ли». Новое агентство провозглашало себя воплощением «точности, достоверности и интереса» (англ. «Accuracy, Authenticity, and Interest»).
Фирма «Паркер и Ли» просуществовала меньше четырёх лет, но за это время из младшего партнёра Айви Ли превратился в одного из самых влиятельных пионеров в области связей с общественностью Америки. Он разработал «Декларацию принципов», которая в своей первой формулировке содержала идею о том, что специалисты по связям с общественностью несут ответственность перед обществом, которая выходит за рамки обязательств перед клиентом. В 1906, после крушения поезда в Атлантик-Сити, Ли выпустил то, что считается первым пресс-релизом, убедив железнодорожную компанию раскрыть информацию об инциденте журналистам до того, как они смогут получить ее из другого источника.
В 1912 году Айви Ли стал первым в истории профессионалом в области связей с общественностью, занявшим ответственный управленческий пост, когда был нанят в штат Пенсильванской железной дороги. Из его архивных записей следует, что он был автором первого описания должностных обязанностей вице-президента по корпоративным связям с общественностью.
В 1919 году он основал консультационное бюро по связям с общественностью «Ivy Lee & Associates».
Во время Первой мировой войны Ли был директором по рекламе, а затем помощником председателя американского Красного Креста.
Айви Ли умер от опухоли головного мозга в возрасте 57 лет в 1934 году.
В 1965 году Историческая комиссия Джорджии установила в честь Айви Ли мемориальную доску в Рокпорте, штат Джорджия.

## Влияние на связи с общественностью
Многие историки приписывают Ли роль создателя связей с общественностью и современных кризисных коммуникаций в том виде, в котором они существуют сейчас. Его главным конкурентом в новой индустрии связей с общественностью был Эдвард Бернейс.
Айви Ли также считается отцом современной кампании по связям с общественностью на государственном уровне. В 1913—1914 годах ему удалось впервые успешно лоббировать повышение железнодорожных тарифов в федеральном правительстве.
В 1914 году его роль в развитии института связей с общественностью приобрела новый масштаб в тот момент, когда он был нанят Джоном Д. Рокфеллером-младшим для защиты интересов семьи Рокфеллеров и их компании «Standard Oil», замешанной в крупном скандале после кровавого подавления забастовки шахтеров в Колорадо, известной как «Бойня в Ладлоу». Ли предупредил Рокфеллеров, что они потеряют общественную поддержку после жесткого подавления забастовки по их приказу.
Айви разработал стратегию, которой следовал Рокфеллер-младший с целью восстановить пострадавшую репутацию клана. По мнению Ли, ему необходимо было поехать в Колорадо, чтобы лично встретиться с шахтерами и их семьями, осмотреть условия в домах и на заводах, посетить общественные мероприятия и выслушать жалобы. Весь процесс был заснят для дальнейшего использования фотографий в пресс-релизах. Это был новый подход, привлекший широкое внимание средств массовой информации, что открыло путь для обсуждения конфликта и повлияло на улучшение восприятия имиджа семьи Рокфеллеров в глазах общества.
Ли руководил связями с общественностью и корпоративными интересами Рокфеллеров, в том числе принимая активное участие в строительстве Рокфеллеровского центра даже после ухода в собственную консалтинговую фирму. Он был человеком, который привлек внимание Рокфеллера-младшего к плану расширения Метрополитен-оперы, на который на тот момент не было выделено средств. Также, Ли смог убедить Рокфеллера-младшего переименовать центр в честь семьи против желания последнего.
В 1921 году Ли стал первым членом Совета по международным отношениям в США в год его создания в Нью-Йорке. В начале 1920-х годов он пропагандировал дружественные отношения с Советской Россией. В 1926 году Ли написал знаменитое письмо президенту Американской Торговой палаты, в котором привел убедительный аргумент в пользу необходимости нормализации американо-советских политических и экономических отношений.
Его наставление наследнику «Standard Oil» отныне должно было звучать эхом в пиаре: «Говори правду, потому что рано или поздно публика всё равно узнает. И если публике не нравится то, что вы делаете, измените свою политику и приведите её в соответствие с тем, что хотят люди» (англ. Tell the truth, because sooner or later the public will find out anyway. And if the public doesn't like what you are doing, change your policies and bring them into line with what people want). Контекст цитаты был назван апокрифическим, распространяемым Ли как самореклама, что делает его одновременно известным и печально известным.

## Критика
Ли придерживался философии, согласующейся с тем, что иногда называют "двусторонним" подходом к связям с общественностью, в котором PR состоит в том, чтобы помочь клиентам слушать, а также передавать сообщения своей публике. На практике, однако, Ли часто занимался односторонней пропагандой от имени клиентов, презираемых общественностью. 
Незадолго до его смерти в 1934 году Конгресс США расследовал его деятельность в нацистской Германии по поручению компании IG Farben.